# Muncelu de Sus
Muncelu de Sus – wieś w Rumunii, w okręgu Jassy, w gminie Mogoșești-Siret. W 2011 roku liczyła 2164 mieszkańców.